# Saengbiryang-myeon
Saengbiryang-myeon (koreanska: 생비량면) är en socken i den södra delen av Sydkorea, 265 km söder om huvudstaden Seoul.  Den ligger i kommunen Sancheong-gun i provinsen Södra Gyeongsang.